# Garzê

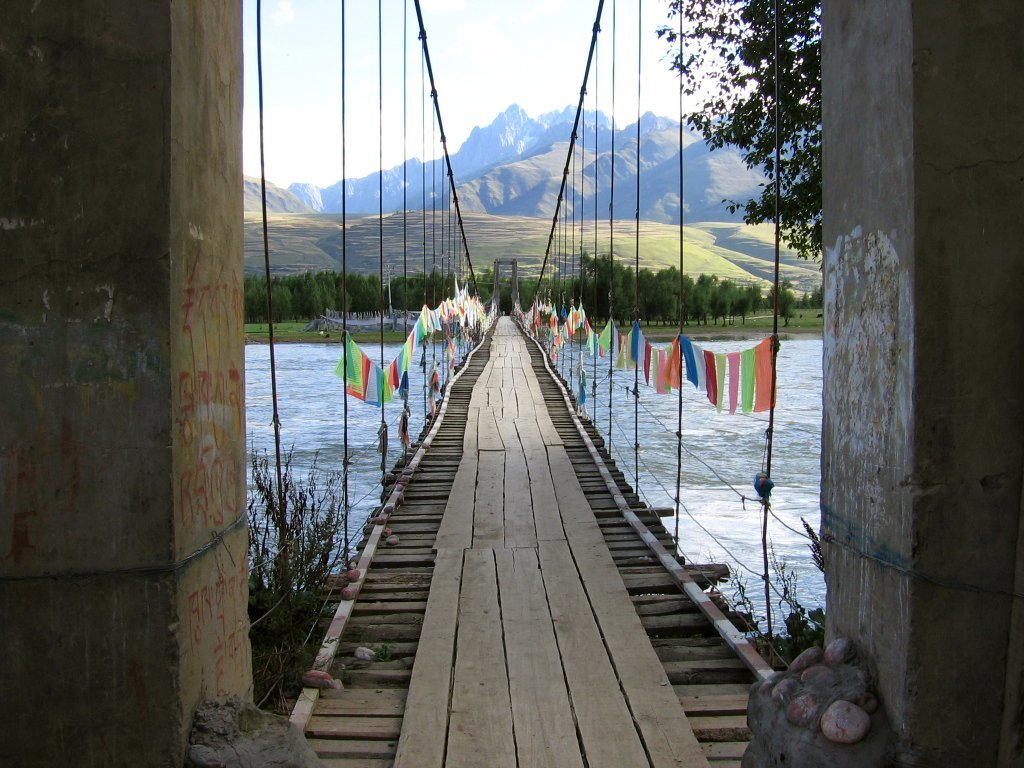
A ponte suspensa no Rio Yalong

Garzê ou Ganzi (tibetano: Kandze ), é uma cidade de cerca de 9.000 habitantes(2008) na prefeitura autônoma tibetana de Garzê, no oeste da província de Sichuan, China.
É um município de etnia tibetana e está localizado na histórica região tibetana de Kham, 385 quilômetros a noroeste da cidade de Kangding. Ele contém o Mosteiro de Garzê do século XV, lar de mais de 500 monges gelugpas.

## Geografia
A cidade de Garzê está localizada no grande vale do Ganzi a 3390 metros acima do nível do mar. É cercada por terreno rochoso e montanhas, é a nordeste do monte Gongga e o Rio Yalong passa por ela. A área era conhecida no antigo Tibete como Dajianlu.

## Marcos característicos

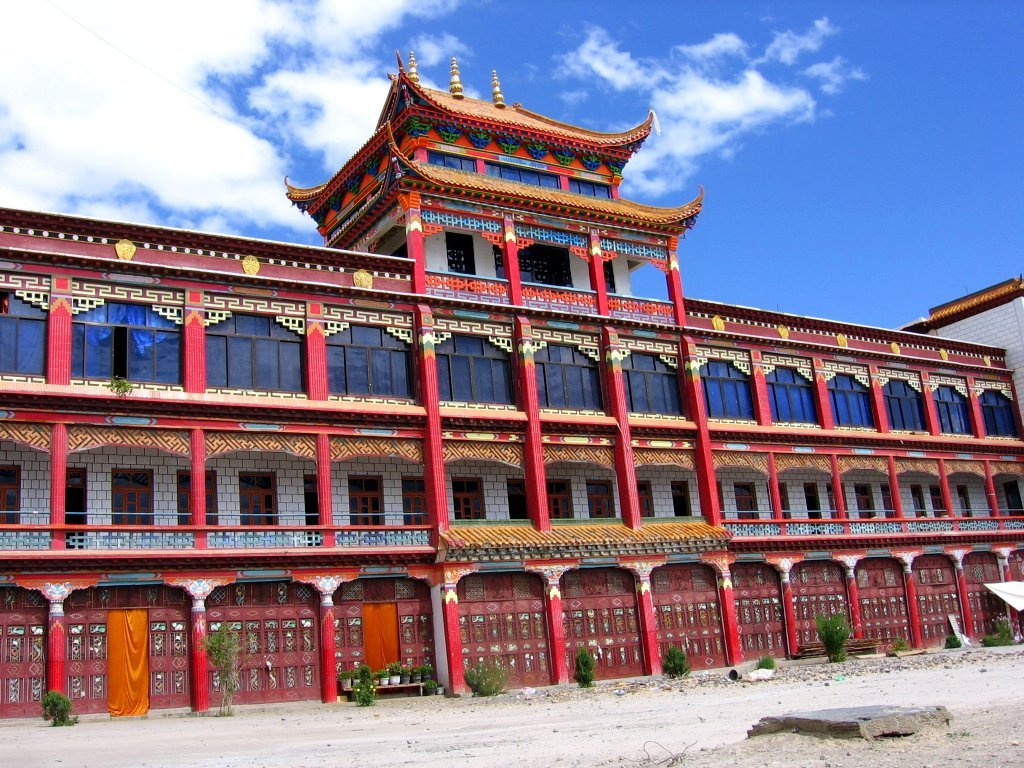
Mosteiro de Garzê

Os costumes tradicionais tibetanos de Garzê ainda permanecem apesar de agora ser parte da província de Sichuan, a cidade e as aldeias vizinhas possuem diversos mosteiros tibetanos (gompas). O maior mosteiro é Mosteiro  de Garzê, um imponente mosteiro de cerca de 540 anos, que paira sobre a norte da cidade, no qual residem mais de 500 monges pertencentes à seita Gelug do Budismo tibetano.
O mosteiro já foi parcialmente destruído pelos chineses durante a Revolução Cultural Chinesa, mas foi reconstruído em estilo Han-chinese e hoje apresenta uma fusão entre o antigo tibetano e arquitetura chinesa.  Ele está localizado no bairro tibetano ocidental da cidade.
Também digno de nota é Mosteiro Den , que é muito menor, mas é mais tradicional ao sul da cidade e o de  Mosteiro Dontok, localizado alguns quilômetros fora da cidade passando por uma ponte suspensa sobre o rio Yalon. Dingkhor Chorten também está localizado nos subúrbios orientais de Garzê sobre uma pequena colina, que também contém um templo com uma biblioteca budista.
A rua principal é denominada "Chuanzang". As pequenas lojas do centro fornecem roupas tibetana típica, joias e acessórios necessários aos pastores que freqüentam a cidade. As lojas vendem antiguidades, roupas de monge e artefatos religiosos e mobiliário tradicional tibetano esculpido à mão.